# Pieni Ruokovesi
Pieni Ruokovesi är en sjö i Finland. Den ligger i Kuopio i landskapet Norra Savolax, i den centrala delen av landet, 300 km norr om huvudstaden Helsingfors. Pieni Ruokovesi ligger 87 meter över havet.